# Орнімегалонікс
Орнімегалонікс (Ornimegalonyx) — вимерлий рід родини совових, близький до роду Сова (Strix), що донині збереглися. Птах мешкав на Кубі в пізньому плейстоцені й вимер тільки 10-7 тисяч років тому. Орнімегалонікс перекладається як «птах з гігантськими кігтями», його ноги були розвинені дуже добре, але крила були зредуковані — літати сова не могла. Однак їй це явно не заважало: знайдені екземпляри були висотою від 60 до 120 см, це величезний розмір для птахів. Гігантська сова легко наздоганяла дрібних тварин кубинських джунглів.

## Знахідки
Перша знахідка помилково була віднесена до фороракосів.
Орнімегалонікс вимер близько 10-7 тисяч років тому, а сучасній науці відомий з кінця п'ятдесятих років XX століття. Знайшов його і вперше описав кубинський спелеолог і палеонтолог Оскар Арредондо. «Ornimegalonyx arredondoi» — був названий на честь першовідкривача, однак назву не було схвалено в наукових колах, і птах був перейменований на  Ornimegalonyx oteroi   (Arredondo, 1954)
Протягом довгих років у різних печерах західної частини Куби від орнімегалоніксов знаходили виключно кістки ніг. Тому зовнішній вигляд цих сов і їх спосіб життя було важко уявити. Практично повний скелет птаха виявив радянський палеонтолог Є. М. Курочкін, завідувач групою палеоорнітології Палеонтологічного інституту АН СРСР, віце-президент Всесоюзного орнітологічного товариства, який свого часу рік працював на Кубі на запрошення Кубинської АН, де він зробив важливу знахідку в печері Сентенаріо (гори Сьєрра-де-Кубітас, на сході Куби). У розпорядження вчених потрапили дзьоб, мозкова частина черепа, кілька хребців, лопатка, коракоїд (кістка від грудини до плеча), майже всі кістки крила, цілий таз, обидві ноги. Зовсім не було, таким чином, тільки грудини. Кістки крил і плечового пояса були недовгі, тонкі і слабкі — такі крила явно не могли підняти орнімегалонікса в повітря. Так що і грудина повинна була бути редукованою: тонка, сплощена і з низьким кілем. Цінність скелета таким чином полягала в тому, що по-перше, стала остаточно ясною нездатність орнімегалоніксов до польоту, а по-друге, відштовхуючись від нашого екземпляра, можна було встановити істинні пропорції скелета інших орнімегалоніксов. Словом, це була незвичайна сова — величезна, нелітаюча, мешкала на землі.
Примірник з печери Сентенаріо був не з найбільших — висотою всього лише близько 60 сантиметрів в спокійній стоячій позі; маса цієї сови при житті передбачається близько 9 кг. А найбільші з орнімегалоніксов, як, наприклад, екземпляр з печери в районі міста Санкті-Спірітус, могли бути вдвічі більші — близько 120 сантиметрів і значно важчі. І це вже дуже і дуже багато для сов, та й для будь-яких птахів чимало. Наземний птах метр двадцять заввишки з гострим дзьобом і великими кігтями — це серйозний хижак, особливо якщо згадати, що орли і пугачі масою всього лише 4-5 кг здатні вбити молодого оленя або гірську козу масою до 20 кг.
У ряді англомовних досліджень постулюється здатність орнімегалонікса «спурхувати» при полюванні на жертву навздогін або нападати на здобич з дерев, використовуючи парашютуючий політ на рудиментарних крилах — по аналогії з тим, що роблять звичайні сови і нічні папуги-какапо з Новій Зеландії, які також мають ослаблені крила і великі розміри.
Проте здається, що таке припущення не продумано: птах, що активно використовує крила при полюванні, не втратить їх у процесі еволюції навіть в ролі острівної ізоляту. Лазіння по деревах аналогічно какапо, для того, щоб потім зістрибувати зверху на здобич … Для орнімегалонікса це, м'яко кажучи, мало бути вельми скрутно, враховуючи величезну вагу цієї сови і її виключно довгі, «ходульні» ноги. Статура какапо зовсім інша — це приземкуватий, кряжистий птах з низько розташованим центром ваги і типовими папугачими лапами, що дозволяють вправно чіплятися за гілки.
У 1961 році Пірс Бродкорб (Pierce Brodkorb) склав за фрагментами 3 повні скелети орнімегалонікса.

## Види
- †O. oteroi Arredondo, 1954
- †O. minor Arredondo, 1982
- †O. gigas Arredondo, 1982
- †O. acevedoi Arredondo, 1982

## Інші назви
- Гігантська кубинська сова
- Гігантська бігаюча сова

## Живлення
Найбільш ймовірно, що орнімегалонікси живились численними і різноманітними капроміоїдними гризунами острова — різними видами кубинських хутій Capromys. Можливо також, що ці гігантські сови могли нападати і на карликових кубинських наземних лінивців з родів Cubanocnus, Miocnus, Mesocnus, Megalocnus, хоча це проблематично, оскільки навіть у карликовій формі наземні лінивці як і всі представники ряду Xenarthra — виключно завзяті, витривалі і сильні супротивники.
Близько 7 тисяч років тому відбулася сумна подія для Вест-Індії: клімат на Кубі та інших островах Карибського моря різко змінився не в кращу сторону (з вологого на посушливий з вираженою сезонністю з чергуванням сухих і дощових сезонів) і одночасно з цим на острови вперше в їх геологічній історії ринули потоки людей, що освоїли мореплавання, — колонізаторів нових територій з навколишніх континентальних районів Північної і Центральної Америки. В результаті практично миттєво на островах вимерли десятки видів ендемічних гризунів, ендемічні мавпи і маленькі наземні лінивці. Підрив кормової бази орнімегалонікса в результаті кліматичних негараздів і полювань людини і безпосереднє полювання на нього з боку індіанців, які мігрували на ці острови, швидше за все послужили причиною його зникнення. В даний час вижили тільки кубинські хутії, всі інші види вимерли.
Цей надзвичайний вид велетенських наземних сов зустрічався тільки на Кубі, хоча на всіх островах цього регіону різні види сов, споріднених з сипухами, рушили в бік збільшення розмірів тіла. Багато плейстоценових острівних сипух Вест-Індії досягли розмірів пугача — найбільшої сови сьогоднішнього дня. Однак жоден вид не зайшов так далеко у своїй спеціалізації, як орнімегалонікс.